# Thepparatia thailandica
Thepparatia thailandica är en malvaväxtart som beskrevs av Phuph.. Thepparatia thailandica ingår i släktet Thepparatia och familjen malvaväxter. Inga underarter finns listade i Catalogue of Life.